# Welton Meiningen

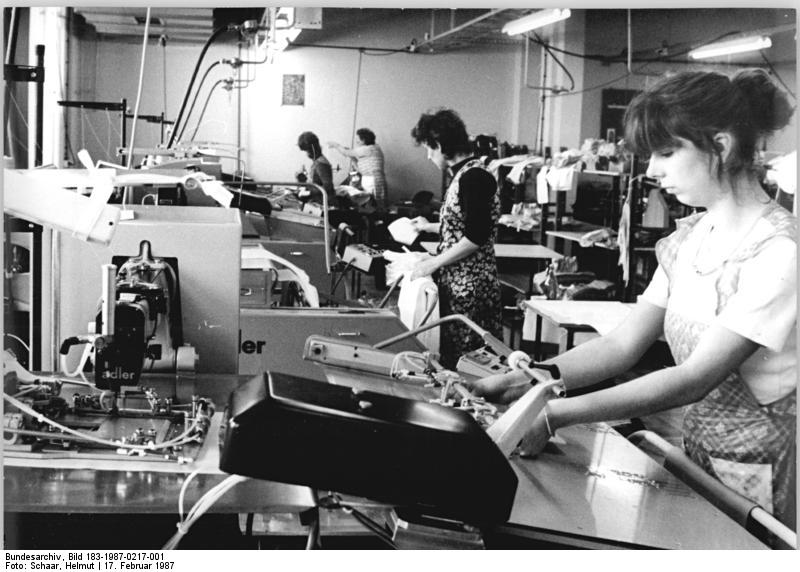
Die Fertigung im Jahr 1987

Welton Meiningen wurde 1860 als Herrenwäschefabrik M. Frank in Meiningen gegründet. Der Standort der Firma befand sich nahe dem Schloss Elisabethenburg in der Ernestinerstraße.
Vor dem Ersten Weltkrieg gelangte die Fabrik in den Besitz der jüdischen Kaufleute Max Goldschmidt und Julius Grünstein. Nach dem Ausscheiden von Grünstein führte Goldschmidt die Firma bis 1937 allein weiter. Im verstärkten Umfang wurden seit Mitte der 1930er Jahre Uniformen für NS-Gliederungen und ab 1939 Wäsche für die Wehrmacht hergestellt. 1937/38 übernahm der bisherige Prokurist und Mitgesellschafter (seit 1928) Erich Deipser (1887–1943) die Anteile von Max Goldschmidt und somit die Geschäftsführung des nun als „Welton Herrenwäschefabrik Erich Deipser“ firmierenden Betriebes. Mit einer Einlage von 350.000 Reichsmark wurde 1938 zudem Prinz Georg von Sachsen-Meiningen stiller Teilhaber des auf 275 Belegschaftsmitglieder angewachsenen Unternehmens. Nach dem Tod von Erich Deipser 1943 führte zunächst seine Frau Meta das Unternehmen fort. Nach 1946 wurde Welton unter Sequester gestellt und 1948 enteignet. Die Produktion des nunmehr unter VEB Welton Meiningen firmierenden Betriebes wurde auf Herrenoberhemden spezialisiert. 1985 wurde ein Neubau in der Werrastraße (heute Werra-Center) errichtet. Die Belegschaft stieg auf 600 Mitarbeiter, überwiegend Frauen, an. 1991 musste das Unternehmen Insolvenz anmelden, da es nicht gelungen war, neue Investoren zu gewinnen und Absatzmärkte zu erschließen. 

## Quelle
- Kuratorium Meiningen: Stadtlexikon Meiningen, Bielsteinverlag Meiningen 2008. ISBN 978-3-9809504-4-2